# Clarence Major
Clarence Major, né le 31 décembre 1936 à Atlanta, est un poète, peintre et romancier américain.

## Biographie
Clarence Major naît le 31 décembre 1936 à Atlanta de Clarence et d'Inez Major.
Il sert dans l'U.S. Air Force de 1955 à 1957. Il fonde la revue littéraire Coercion Review en 1958 et publie en 1970 le Dictionary of Afro-American Slang et le recueil de poésie Swallow the Lake, qui remporte le Prix du Conseil national des arts. 

### Biographie
- (en) Matthew Teorey, « Major, Clarence », dans African American National Biography, Oxford University Press, 2006 (ISBN 9780195301731, lire en ligne)
- (en) Philip Bader, « Major, Clarence », dans African-American Writers, Infobase Publishing, 2014, 305 p. (ISBN 9781438107837, lire en ligne), p. 168-169